# Големо Църско
Големо Църско или Долно Църско (на македонска литературна норма: Големо Црско; на албански: Cërska e Madhe) е село в община Кичево, в западната част на Северна Македония.

## География
Селото е разположено в областта Горен Демир Хисар, макар и административно да е кичевско село. Отдалечено е от Кичево на 28 km.

## История
Според местната легенда в миналото Големо и Мало Църско били едно село, разположено в местността Гармаге. Неговите жители, за да избегнат честите грабежи се оттегли далече от пътищата в долините на планините Влак и Осой и формирали сегашните две села.
В XIX век Големо Църско е чисто българско село в Демирхисарската нахия на Битолската каза на Османската империя. В църквата „Свети Атанасий“ има икона от 1828 година на Архангел Михаил, дело на зографа Димитър от Самарина. Според Васил Кънчов в 90-те години Церско е на хубаво място и има църква на гиздаво място, добро училище и 80 християнски къщи. Според статистиката му („Македония. Етнография и статистика“) в 1900 година в Долно Църско живеят 265 българи-християни.
На Етнографската карта на Битолския вилает на Картографския институт в София от 1901 година Големо Църско е чисто българско село в Битолската каза на Битолския санджак с 60 къщи.
Цялото село e под върховенството на Българската екзархия. По данни на секретаря на екзархията Димитър Мишев („La Macédoine et sa Population Chrétienne“) в 1905 година в Големо Църско има 288 българи екзархисти.
При избухването на Балканската война 16 души от Горно и Долно Църско са доброволци в Македоно-одринското опълчение.
След Междусъюзническата война в 1913 година селото попада в Сърбия.
В 1961 година селото има 97 жители.
Според преброяването от 2002 година селото има 4 жители македонци.
| Националност | Всичко |
| македонци    | 4      |
| албанци      | 0      |
| турци        | 0      |
| роми         | 0      |
| власи        | 0      |
| сърби        | 0      |
| бошняци      | 0      |
| други        | 0      |

От 1996 до 2013 година селото е част от община Другово.

## Личности
Родени в Големо Църско
- Блаже Здравев Митрев (1877 - след 1944), български революционер от ВМОРО
- Ванчо Танев Андрев, български революционер от ВМОРО[9]
- Владо Матевски (р. 1953), северномакедонски ботаник
- Иван Анастасов, македоно-одрински опълченец, Трета отделна партизанска рота, Сборна партизанска рота на МОО, носител на орден „За храброст“ ІV степен, роден в Големо или Мало Църско[10]
- Иван Мицев Андрев, български революционер от ВМОРО[9]
- Мише Калчинов, български търговец, банкер и благодетел, починал в София[11]
- Трайко Анастов Андрев, български революционер от ВМОРО[9]
- Христо, деец на ВМОК, делегат на Деветия македоно-одрински конгрес от Стара Загора, роден в Мало или Големо Църско[12]
- Янаки Анастасов, македоно-одрински опълченец, Трета отделна партизанска рота, Сборна партизанска рота на МОО, убит на 27 юли 1913 година, роден в Големо или Мало Църско[13]